# 奮闘!びったれ
『奮闘！びったれ』（きばれ びったれ）は、田島隆原作、高橋昌大作画による漫画。第1シリーズは『プレイコミック』で2013年8月号から2014年7月号まで発表され、その後2014年9月30日発売の『別冊ヤングチャンピオン』2014年11月号（誕生号）から2016年5月号まで（どちらも秋田書店）、『びったれ!!!』と改題の上、連載された。
元極道でシングルファーザーの司法書士を主人公とした作品。同じく田島の作品である『カバチタレ!』や『極悪がんぼ』などと同様に、田島の出身地である広島県を舞台としており、タイトルの「びったれ」も広島弁で「小心者」を意味する方言である。普段は「ドジでお人よし」の主人公が、弱者のために「敏腕司法書士」となり、それでも法では解決できない理不尽な問題には「元極道」として凄みを利かせて解決しようとする、「3つの顔を持つ」男の物語である。
本項では、2015年に独立局などで放送されているテレビドラマ・同年秋に公開された映画『劇場版 びったれ!!!』についても説明する。

## テレビドラマ
『びったれ!!!』のタイトルでテレビドラマ化。2015年1月14日から3月18日まで各地方局で放送されている。主演は田中圭。一部放送局では、わかさ生活の一社提供となっている。
広島県が舞台の作品だが、撮影は、首都圏にて行われている。
本編開始前に、『このドラマはフィクションであり、登場人物、団体名などは実在のものとは一切関係ありません。 また、劇中の法令に抵触する行為は演出上のものです。』との注意画面が表示される。

### あらすじ
もみじ司法合同事務所に所属する司法書士の伊武努は、普段は真面目な青年だが、姉の死を機に極道の世界から足を洗った異色の経歴の持ち主だった。姉の遺児であるかりんを育てながら、時には過去に培った人脈を生かしながら、様々な案件を手掛けていく。

### キャスト
伊武 努（いぶ つとむ）
演 - 田中圭
もみじ司法合同事務所に所属する司法書士。シングルファザー。元極道。
杉山 栄子（すぎやま えいこ）
演 - 森カンナ
もみじ司法合同事務所スタッフ。努のアシスタント。
桑原 和也（くわはら かずや）
演 - 国広富之
もみじ司法合同事務所所長。努の上司。
五十鈴（いすず）
演 - 日向丈
秋田書（あきたしょ）組若頭。伊武の協力者。
伊武 かりん（いぶ かりん）
演 - 岩崎未来
努の義理の娘。
伊武 清美（いぶ きよみ）
演 - 高橋かおり
努の実姉で、かりんの母。故人。

#### ゲスト
第1話
流 行人（ながれ いくと）
演 - 池田鉄洋
昼間は工場、夜は居酒屋でアルバイトをする。収入が減りパートに出る羽目になった妻からの日々の罵詈雑言に耐え忍んでいる。居酒屋社長に肩代わりを頼まれた借金を拒否したところ、懲戒解雇され、息子の保育園で顔を合わせていた伊武に依頼する。
丸山 珍平（まるやま ちんぺい）
演 - 及川いぞう
珍平土建社長。流が働く居酒屋の経営者でもあり、正社員にする代わりに新店舗の開店資金500万円を借りるよう脅す。

第2話
濱田力
演 - 黒田大輔
スーパー「アンモナイト」の営業。努の中学時代の同級生。体中にあざを作っていた努を心の底から笑わせてくれた。
田所秀平
演 - 阿部亮平
スーパー「アンモナイト」の常務。社長のドラ息子。狙っていた女子社員に濱田がかけた言葉尻をセクハラととらえて懲戒解雇を決める。

第3話
梅澤賢三
演 - 水澤紳吾
敷金の返還訴訟で努が担当したクライアント。傷害事件を起こし、努を頼る。
 ?
演 - 嶋尾康史

第4話
山野辺はる子
演 - 松野井雅
恋人の芳朗からDVを受けているが、優しいところもあるからと別れられない。
筆田芳朗
演 - 松浦祐也
はる子の恋人。はる子に暴力をふるった後に優しい言葉をかける典型的なDV男。
白石明菜
演 - 土井玲奈
はる子の親友。栄子とは高校の同級生で、DV被害を受けるはる子を案じて相談を持ち込む。

第5話
近藤良男
演 - 矢柴俊博
赤木久美子
演 - 赤間麻里子

第6話
日野純太
演 - 尾上寛之
咲田朝夫
演 - 米村亮太朗
咲田あかり
演 - 須藤温子

第7話
牧田幸子
演 - 佐々木ユメカ
市原一志
演 - 山本浩司
裁判長
演 - 田島隆

第8話
平泉稔
演 - 清水伸
平泉早織
演 - 久保田紗友

第9話
相羽一郎
演 - 池内万作
沼田修一
演 - 仁科貴
ホームレス
演 - 高橋昌大

第10話
相羽一郎
演 - 池内万作
山崎肇
演 - 志垣太郎

### スタッフ
- エグゼクティブプロデューサー - 森山敦
- プロデューサー - 山下義久、福原直樹、三木和史
- 監督・脚本 - 吉田康弘
- 監督 - 水波圭太
- 脚本 - 門間宣裕
- 制作プロダクション - ビデオプランニング
- 製作・著作 - 「びったれ!!!」製作委員会（キングレコード、秋田書店、ビデオプランニング、太秦、tvk、KHB、テレ玉、チバテレ、SATV、メ〜テレ、KBS京都、サンテレビ、広島テレビ、KBC、プランダス、イドエンターテインメント）
- 原作 - 田島隆（別冊ヤングチャンピオン連載作品「びったれ!!!」）
- 漫画 - 高橋昌大
- 主題歌 - あゆみくりかまき「鮭鮭鮭」（id RECORDS）
- 音楽 - MOKU（岡出　莉奈(M2 Music)、寺園　健二(M2 Music)）

### ネット局
2015年1月時点で放送開始している地方局全10局が共同制作局となっている。同様の手法は、2014年7月 - 9月に地方局など20局共同制作となった『幼獣マメシバ 望郷篇』でも行われている。千葉テレビ放送を除き、全て深夜帯での放送となっている。
| 放送対象地域 | 放送局                 | 系列                      | 放送期間                                         | 放送時間                                                  | 備考                                 |
| ------------ | ---------------------- | ------------------------- | ------------------------------------------------ | --------------------------------------------------------- | ------------------------------------ |
| 神奈川県     | テレビ神奈川（tvk）    | JAITS 共同制作局          | 2015年1月14日 - 3月18日                          | 水曜 23:00 - 23:30                                        |                                      |
| 兵庫県       | サンテレビ（SUN）      | JAITS 共同制作局          | 2015年1月17日 - 3月20日                          | 金曜 0:30 - 1:00（木曜深夜）                              |                                      |
| 京都府       | KBS京都（KBS）         | JAITS 共同制作局          | 2015年1月17日 - 3月20日                          | 金曜 1:00 - 1:30（木曜深夜）                              |                                      |
| 千葉県       | 千葉テレビ（CTC）      | JAITS 共同制作局          | 2015年1月17日 - 3月21日                          | 土曜日 22:30 - 23:00                                      |                                      |
| 埼玉県       | テレビ埼玉（TVS）      | JAITS 共同制作局          | 2015年1月19日 - 3月23日                          | 月曜日 23:00 - 23:30                                      |                                      |
| 広島県       | 広島テレビ（HTV）      | 日本テレビ系列 共同制作局 | 2015年1月20日 - 3月24日                          | 火曜 0:59 - 1:29（月曜深夜）                              | ドラマの舞台である、広島県の放送局。 |
| 中京広域圏   | メ〜テレ（NBN）        | テレビ朝日系列 共同制作局 | 2015年1月21日 - 3月25日                          | 水曜 1:25 - 1:55（火曜深夜）                              |                                      |
| 静岡県       | 静岡朝日テレビ（SATV） | テレビ朝日系列 共同制作局 | 2015年1月21日 - 3月25日                          | 水曜 1:50 - 2:20（火曜深夜）                              |                                      |
| 福岡県       | 九州朝日放送（KBC）    | テレビ朝日系列 共同制作局 | 2015年1月22日 - 3月26日                          | 木曜 1:50 - 2:20（水曜深夜）                              |                                      |
| 宮城県       | 東日本放送（KHB）      | テレビ朝日系列 共同制作局 | 2015年1月25日 - 3月29日                          | 日曜 2:30 - 3:00（土曜深夜）                              |                                      |
| 北海道       | 北海道テレビ (HTB)     | テレビ朝日系列            | 2015年8月28日 - 10月9日 2015年10月14日 - 11月4日 | 金曜 1:20 - 1:50（木曜深夜） 水曜 1:50 - 2:20（火曜深夜） |                                      |
| 長崎県       | 長崎放送 (NBC)         | TBS系列                   | 2015年9月25日 - 11月27日                         | 金曜 1:13 - 1:43（木曜深夜）                              |                                      |
| 熊本県       | テレビ熊本（TKU）      | フジテレビ系列            | 2015年11月17日 - 2016年2月28日                   | 火曜 2:20 - 2:50（月曜深夜）                              |                                      |

#### ネット局に関する備考
- 東名阪ネット6加盟6局のうち、三重テレビでは制作参加・放送予定がないため、東名阪ネット6共同制作には該当しない。
- 5いっしょ3ちゃんねる加盟5局のうち、首都圏トライアングル3局が制作局であるが、とちぎテレビ・群馬テレビでは制作参加・放送予定がないため、5いっしょ3ちゃんねる共同制作には該当しない。
- 首都圏トライアングル3局・サンテレビ・メ〜テレの5局では、2011年に共同制作で『イッテ♡恋48』および『ウルトラゾーン』を放送したが、当番組はそれ以来4年ぶりの5局共同制作である。
- 当番組には該当しない、東名阪ネット6共同制作の番組を含め、漫画原作のドラマ化は今作が初となる。
- 広島テレビにて2月17日に放送された、第5話の視聴率が未明帯にも関わらず、6.8%、かつ、チャンネル占有率が28.4％という高い数値を記録した。[1][2]

## 映画
映画『びったれ!!!』は、2015年11月28日公開。金田敬の監督で、竹内清人が原作者の田島隆と共同で脚本した。主演はドラマ版と同じく田中圭。

ドラマ版と違い、全て原作と同じ広島県内での撮影となり、広島市佐伯区湯来町などでロケが行われた。
主題歌は、あゆみくりかまきの「森森森」。

### キャスト
- 伊武努 - 田中圭
- 杉山栄子 - 森カンナ
- 伊武かりん - 岩崎未来
- 五十鈴慎 - 日向丈
- 流生人 - 池田鉄洋
- 濱田力 - 黒田大輔
- 田所秀平 - 阿部亮平
- 沢木巽（沢木不動產社長）- 鈴之助
- 杉山頼道（栄子の父親）- 西田篤史
- 田所幸平（秀平の父親）- 池谷公二郎
- 上前跳（上前興業社長）- 深海哲哉
- 宮脇靖知
- 幼稚園の先生 - 有田優理香
- 田島隆
- 桑原和也 - 国広富之
- 霧浦三郎（弁護士）- 山本耕史[5]
- 伊武制覇（努の父親）- 竹中直人[6]

### スタッフ
- 製作：重村博文、樋口茂、三木和史、小林三四郎、中村行宏、安達英雄、松本嘉雄、石山孝紀、小野田光利、野崎久也、正木恭彦、江副純夫、佐野讓顯、笹栗哲朗、宮永大輔、尾辻重信
- 企画：森山敦、種子島幸、牧内真一郎
- プロデューサー：三木和史
- アソシエイトプロデューサー：山下義久、福原直樹
- 監督：金田敬
- 原作：田島隆 / 漫画：高橋昌大（秋田書店「別冊ヤングチャンピオン」連載）
- 脚本：竹内清人 / 田島隆
- 音楽：MOKU
- 撮影：今井裕二
- 照明：大町昌路
- 録音：中村雅光
- 装飾：徳田あゆみ
- 衣裳：澤田枝里
- ヘアメイク：宇都圭史
- 編集：村上雅樹
- 音響効果：橋本正明
- 助監督：水波圭太
- 製作担当：酒井識人
- 選曲：皆川まさゆき
- MA：河野弘貴
- 脚本監修：田島隆
- 法律監修：山脇康嗣
- 主題歌：「森森森」あゆみくりかまき（SMEレコーズ）
- 特別協力：広島フィルム・コミッション、LEC東京リーガルマインド
- 企画協力：「別冊ヤングチャンピオン」編集部
- 後援：広島市、（一社）広島県観光連盟
- 宣伝・配給：太秦
- 制作・配給：ビデオプランニング